# Satz von Lohkamp
In der Mathematik ist der Satz von Lohkamp, benannt nach Joachim Lohkamp, eine Konstruktion der Differentialgeometrie und ein Beispiel eines h-Prinzips.
Er besagt, dass jede Mannigfaltigkeit der Dimension {\displaystyle n\geq 3} eine riemannsche Metrik negativer Ricci-Krümmung trägt.